# Joseph Barbotin
Pour les articles homonymes, voir Barbotin (homonymie).
Ne doit pas être confondu avec William Barbotin.
Joseph Barbotin est un poète et chansonnier berrichon, né à Argenton-sur-Creuse le 10 mai 1847, mort au même lieu le 14 septembre 1918.

## Biographie
Dès sa jeunesse, alors qu'il est apprenti tanneur corroyeur, il commence à écrire et à chanter. Il écrira des poèmes toute sa vie, dans une versification classique et soignée, en français et quelquefois en patois berrichon. Sans être lui-même folkloriste, il sauve des textes en voie d'oubli et en améliore l'écriture. Beaucoup de ses poèmes sont mis en musique, par lui ou par des musiciens. Il aborde tous les thèmes de la vie courante, les chansons de fêtes et à boire mais aussi les hommages littéraires (Prométhée, pour Maurice Rollinat), patriotiques (Hymne à la France), religieux (À la Bonne Dame d'Argenton). Il chante Paris, le Berry, sa ville.
Il participe à toutes les fêtes religieuses et civiles de sa région et s'y produit. Il organise à Argenton-sur-Creuse des séances de récréation pour les enfants et leur apprend à aimer la poésie et le chant. Il est sa vie durant entouré de la considération et de la reconnaissance des Berrichons. La rue d'Argenton où il habitait porte son nom.

## Œuvres
- Chansons et poésies à la bonne franquette. L'enlèvement de Titine, épopée fin de siècle en cinq chansons, préface d'Octave Pradels, 272 p., E. Flammarion, Paris, 1893
- Au bord de la Creuse : chansons du pays, préface de Raymond Rollinat, 112 p., 1912 ; réédition en fac-similé, 112 p., présentation de Pierre Brunaud, imprimerie Le Trépan, Argenton-sur-Creuse, 1987
- Rondes du Berry et chansons de bergères, préface de Raymond Rollinat, accompagnement de piano par André Pradels, 153 p., Durdilly, Hayet, Paris, 1908
- Histoire d'un lumas[2], ronde, paroles et musique de Joseph Barbotin, 2 p., imprimerie Bigeard

## Hommages
- À Joseph Barbotin, poème dans Belle Creuse, Jérémie Brunaud, p. 110, 1946